# Oscaruddelingen 1980
Oscaruddelingen 1980 var den 52. oscaruddeling, hvor de bedste film fra 1979 blev hædret af Academy of Motion Picture Arts and Sciences. Uddelingen blev afholdt 14. april 1980 i Dorothy Chandler Pavilion i Los Angeles, Californien, USA. Værten var komikeren og talkshow-værten Johnny Carson.

## Vindere og nominerede
Vindere står øverst, er skrevet i fed.
| Bedste film | Bedste instruktør |
| --- | --- |
| - Kramer mod Kramer – Stanley R. Jaffe, producer - All That Jazz – Robert Alan Aurthur, producer (posthum nominering) - Dommedag nu – Francis Coppola, producer; Fred Roos, Gray Frederickson og Tom Sternberg, co-producers - Udbrud – Peter Yates, producer - Norma Rae – Tamara Asseyev og Alex Rose, producere | - Robert Benton – Kramer mod Kramer - Bob Fosse – All That Jazz - Francis Ford Coppola – Dommedag nu - Peter Yates – Udbrud - Édouard Molinaro – Mød min hr. mor |
| Bedste mandlige hovedrolle | Bedste kvindelige hovedrolle |
| - Dustin Hoffman – Kramer mod Kramer som Ted Kramer - Jack Lemmon – Kinasyndromet som Jack Godell - Al Pacino – ...And Justice for All som Arthur Kirkland - Roy Scheider – All That Jazz som Joseph "Joe" Gideon - Peter Sellers – Being There som Chance | - Sally Field – Norma Rae som Norma Rae Webster - Jill Clayburgh – Lad os prøve igen som Marilyn Holmberg - Jane Fonda – Kinasyndromet som Kimberly Wells - Marsha Mason – Et nyt kapitel som Jennie MacLaine - Bette Midler – The Rose som Mary Rose Foster |
| Bedste mandlige birolle | Bedste kvindelige birolle |
| - Melvyn Douglas – Being There som Ben Rand - Robert Duvall – Dommedag nu som Lieutenant colonel William "Bill" Kilgore - Frederic Forrest – The Rose som Huston Dyer - Justin Henry – Kramer mod Kramer som Billy Kramer - Mickey Rooney – Den sorte hingst som Henry Dailey | - Meryl Streep – Kramer mod Kramer som Joanna Kramer - Jane Alexander – Kramer mod Kramer som Margaret Phelps - Barbara Barrie – Udbrud som Evelyn Stoller - Candice Bergen – Lad os prøve igen som Jessica Potter - Mariel Hemingway – Manhattan som Tracy |
| Bedste manuskript skrevet direkte til filmen | Bedste manuskript baseret på materiale fra et andet medie |
| - Udbrud – Steve Tesich - All That Jazz – Robert Alan Aurthur (posthum nominering) og Bob Fosse - ...And Justice for All – Valerie Curtin og Barry Levinson - Kinasyndromet – Mike Gray, T. S. Cook, og James Bridges - Manhattan – Woody Allen og Marshall Brickman | - Kramer mod Kramer – Robert Benton baseret på romanen af Avery Corman - Dommedag nu – Francis Coppola og John Milius baseret på romanen Mørkets hjerte af Joseph Conrad - Mød min hr. mor – Francis Veber, Édouard Molinaro, Marcello Danon og Jean Poiret baseret på skuespillet af Jean Poiret - Det første kys – Allan Burns baseret på romanen E=MC2 mon amour by Patrick Cauvin - Norma Rae – Irving Ravetch og Harriet Frank Jr. baseret på bogenCrystal Lee, a Woman of Inheritance af Hank Leiferman |
| Bedste fremmedsprogede film | Bedste dokumentar |
| - Bliktrommen (Vesttyskland) - Wilkos piger (Polen) - Mamá cumple 100 años (Spanien) - Marie - en kvindes frihed (Frankrig) - Dimenticare Venezia (Italien) | - Best Boy – Ira Wohl - Generation on the Wind – David A. Vassar - Going the Distance – Paul Cowan og Jacques Bobet - The Killing Ground – Steve Singer og Tom Priestley - The War at Home – Glenn Silber og Barry Alexander Brown |
| Bedste korte dokumentar | Bedste kortfilm |
| - Paul Robeson: Tribute to an Artist – Saul J. Turell - Dae – Risto Teofilovski - Koryo Celadon – Donald A. Connolly og James R. Messenger - Nails – Phillip Borsos - Remember Me – Dick Young | - Board and Care – Sarah Pillsbury og Ron Ellis - Bravery in the Field – Roman Kroitor og Stefan Wodoslawsky - Oh Brother, My Brother – Carol Lowell og Ross Lowell - The Solar Film – Saul Bass og Michael Britton - Solly's Diner – Harry Mathias, Jay Zukerman og Larry Hankin |
| Bedste korte animationsfilm | Bedste originale musik |
| - Every Child – Derek Lamb - Dream Doll – Bob Godfrey - Its So Nice to Have a Wolf Around the House – Paul Fierlinger | - Det første kys – Georges Delerue - 10 – Henry Mancini - Spøgelseshuset – Lalo Schifrin - The Champ – Dave Grusin - Star Trek – Jerry Goldsmith |
| Bedste musik: Sangbaseret eller adapteret | Bedste sang |
| - All That Jazz – Ralph Burns - Udbrud – Patrick Williams - Muppet går til filmen – Sange af Paul Williams og Kenny Ascher; Adapteret af Paul Williams | - "It Goes Like It Goes" fra Norma Rae – Musik af David Shire; Tekst af Norman Gimbel - "I'll Never Say Goodbye" fra The Promise – Musik af David Shire; Tekst af Alan and Marilyn Bergman - "It's Easy to Say" fra 10 – Musik af Henry Mancini; Tekst af Robert Wells - "Rainbow Connection" fra Muppet går til filmen – Musik og tekst Paul Williams og Kenny Ascher - "Through the Eyes of Love" fra Skøjte-prinsessen – Musik af Marvin Hamlisch; Tekst af Carole Bayer Sager                             |
| Bedste lyd | Bedste kostumer |
| - Dommedag nu – Walter Murch, Mark Berger, Richard Beggs og Nat Boxer - 1941 - undskyld, hvor ligger Hollywood? – Robert Knudson, Robert Glass, Don MacDougall og Gene Cantamessa - Den lysende rytter – Arthur Piantadosi, Les Fresholtz, Michael Minkler og Al Overton Jr. - Meteor – William McCaughey, Aaron Rochin, Michael J. Kohut og Jack Solomon - The Rose – Theodore Soderberg, Douglas Williams, Paul Wells og Jim Webb | - All That Jazz – Albert Wolsky - Agatha Christie mysteriet – Shirley Russell - Butch og Sundance - sådan begyndte det – William Ware Theiss - Europæerne – Judy Moorcroft - Mød min hr. mor – Piero Tosi og Ambra Danon |
| Bedste scenografi | Bedste fotografering |
| - All That Jazz – Philip Rosenberg, Tony Walton, Edward Stewart og Gary J. Brink - Alien – Michael Seymour, Leslie Dilley, Roger Christian og Ian Whittaker - Dommedag nu – Dean Tavoularis, Angelo P. Graham og George R. Nelson - Kinasyndromet – George Jenkins og Arthur Jeph Parker - Star Trek – Harold Michelson, Joe Jennings, Leon Harris, John Vallone og Linda DeScenna                                                  | - Dommedag nu – Vittorio Storaro - 1941 - undskyld, hvor ligger Hollywood? – William A. Fraker - All That Jazz – Giuseppe Rotunno - Det sorte hul – Frank Phillips - Kramer mod Kramer – Néstor Almendros |
| Bedste klipning | Bedste visuelle effekter |
| - All That Jazz – Alan Heim - Dommedag nu – Richard Marks, Walter Murch, Gerald B. Greenberg og Lisa Fruchtman - Den sorte hingst – Robert Dalva - Kramer mod Kramer – Jerry Greenberg - The Rose – Robert L. Wolfe og C. Timothy O'Meara | - Alien – H. R. Giger, Carlo Rambaldi, Brian Johnson, Nick Allder og Dennis Ayling - 1941 - undskyld, hvor ligger Hollywood? – Gregory Jein, William A. Fraker and A. D. Flowers - Det sorte hul – Peter Ellenshaw, Art Cruickshank, Eustace Lycett, Danny Lee, Harrison Ellenshaw og Joe Hale - Moonraker – Derek Meddings, Paul Wilson og John Evans - Star Trek – Douglas Trumbull, John Dykstra, Richard Yuricich, Robert Swarthe, Dave Stewart og Grant McCune                                           |

### Special Achievement Awards
- Alan Splet for at redigere lyeffekterne til Den sorte hingste[1]

### Academy Honorary Awards
- Hal Elias
- Alec Guinness[1]

### Medal of Commendation
- John O. Aalberg
- Charles G. Clarke
- John G. Frayne[1]

### Jean Hersholt Humanitarian Award
- Robert Benjamin[1]

### Irving G. Thalberg Memorial Award
- Ray Stark[1]